# Oriol Santos i Ferrés
Oriol Santos i Ferrés, més conegut com a Uri, (Olot, 29 d'octubre de 1986) és un futbolista català, que ocupa la posició de davanter.

## Trajectòria
Va començar a diversos equips catalans, com la UE Olot, el Peralada CF i la UE Figueres. Militant a les files del Girona FC va ser fitxat pel Racing de Santander, que l'incorpora al seu filial. A la temporada 08/09 hi debuta a la primera divisió amb els càntabres, tot disputant un encontre.
L'any 2006, mentre jugava al Peralada, fou convocat per Pere Gratacós i disputà un partit amb la selecció catalana.